# Marcin Bańbura
Marcin Wawrzyniec Bańbura (ur. 5 września 1955 w Warszawie) – polski lekarz weterynarii, wirusolog, dyrektor Instytutu Medycyny weterynaryjnej Szkoły Głównej Gospodarstwa Wiejskiego w Warszawie.

## Życiorys
Absolwent Szkoły Głównej Gospodarstwa Wiejskiego w Warszawie (1979). Stopień doktora nauk weterynaryjnych uzyskał tamże w 1988 roku. W 2005 roku habilitował się. W latach 2001–2012 był kierownikiem Zakładu Wirusologii, a od 2012 roku był kierownikiem Katedry Nauk Przedklinicznych. Odbył dwa długoterminowe staże zagraniczne w latach 1988–1990 – w Departament of Virology and Molecular Biology, szpitala St Jude Childrens Research Hospital w Memphis, USA oraz w latach 1991–1992 w Departament of Veterinary and Biomedical Sciences, University of Nebraska, USA.
W początkowych latach swojej kariery naukowej zajmował się badaniami nad występowaniem, diagnostyką i profilaktyką biegunek o etiologii wirusowej występujących u prosiąt i cieląt. Od 2016 roku jego zainteresowania skupiają się na molekularnych mechanizmach neuropatogenności i neurotropowości EHV-1 na programowaną śmierć komórki.
W latach 2008–2016 pełnił funkcję prodziekana ds. dydaktyki. Jest członkiem stałego zespołu recenzentów czasopisma Medycyna Weterynaryjna.
Tytuł profesora otrzymał w 2017 roku.

## Odznaczenia
- Srebrny Krzyż Zasługi (1999)[3]